# فيجيو

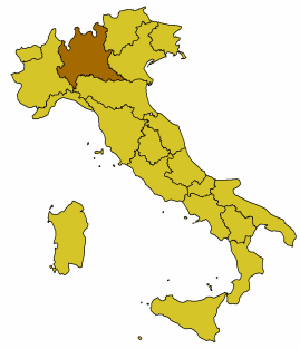
خريطة تبين موقع بلدية فيجيو

فيجيو (بالإيطالية:Viggiù) هي بلدية في مقاطعة فاريزي في منطقة لومبارديا الواقعة شمال إيطاليا.
تقع هذه البلدية على بعد حوالي 50 كلم شمال غرب ميلانو وحوالي 8 كلم شمال شرق فاريزي مع حدود سويسرا. يبلغ عدد سكانها 5.270 (إحصائيات عام 2006).

## السكان
في سنة 1861 بلغ عدد السكان 2٬360 نسمة، وتطور العدد ليصل في سنة 2011 لـ 5٬207 نسمة.
يظهر هذا المخطط البياني تطور النمو السكاني لـ فيجيو

## توأمة
لفيجيو اتفاقيات توأمة مع:
- سان فراتيلو

## أعلام
- فاوستو بابيتي